# پاورز بوث
پاورز آلن بوث (به انگلیسی: Powers Allen Boothe) بازیگر، آمریکایی متولد اول ژوئن ۱۹۴۸ میلادی بود که در ۱۴ می ۲۰۱۷ درگذشت.
او به خاطر بازی کردن در نقش شخصیت‌هایی چون جیم جونز در مجموعه تلویزیونی جنگل مرده(که برای او یک جایزه امی به ارمغان آورد)، "بیلی مو فرفری" در فیلم سنگ قبر و معاون رئیس جمهور نوح دانیال در سریال  ۲۴ تحسین شده. او در یکی از آخرین کارهای خود پیش از مرگ مشغول بازی در سریال درام-موزیکال ناشویل از شبکه ای‌بی‌سی بود.
او همچنین در فیلم؛مرگ ناگهانی، شهر گناه، گشت زنی، سپیده‌دم سرخ، زنان واقعی، فصل پایانی، اسلحه‌ها، دختران و قمار و همچین سریال Agents of S.H.I.E.L.D بازی کرده بود.